# Rue Pargaminières
La rue Pargaminières (en occitan : carrièra Pargaminièras) est une voie de Toulouse, chef-lieu de la région Occitanie, dans le Midi de la France.

## Situation et accès

### Description
La rue Pargaminières est une voie publique. Elle se trouve à la limite entre le quartier Capitole, au sud, et le quartier Arnaud-Bernard, au nord, tous deux dans le secteur 1 - Centre.
La chaussée compte une seule voie de circulation automobile, en sens unique, de la place Saint-Pierre vers la rue Jean-Antoine-Romiguières. Elle est entièrement piétonne et la circulation y est règlementée, la vitesse limitée à 6 km/h. Il n'existe ni bande, ni piste cyclable, quoiqu'elle soit à double-sens cyclable.

### Voies rencontrées
La rue Pargaminières rencontre les voies suivantes, dans l'ordre des numéros croissants (« g » indique que la rue se situe à gauche, « d » à droite) :
1. Rue Valade (g)
2. Place Saint-Pierre (d)
3. Rue Alexis-Larrey (d)
4. Rue de la Bastide (g)
5. Rue Joseph-Lakanal (d)
6. Rue Antoine-Deville (g)
7. Rue Jean-Antoine-Romiguières (d)

### Transports
La rue Pargaminières n'est pas directement desservie par les transports en commun Tisséo. Elle se trouve à proximité immédiate de la place Saint-Pierre, de la rue Valade et de la rue Jean-Antoine-Romiguières, parcourues par la navette Ville. La station de métro la plus proche est la station Capitole, sur la ligne .
Plusieurs stations de vélos en libre-service VélôToulouse se trouvent dans la rue Pargaminières ou dans les rues voisines : les stations no 6 (10 rue des Lois), no 12 (66 rue Pargaminières) et no 28 (6 place Saint-Pierre).

## Odonymie

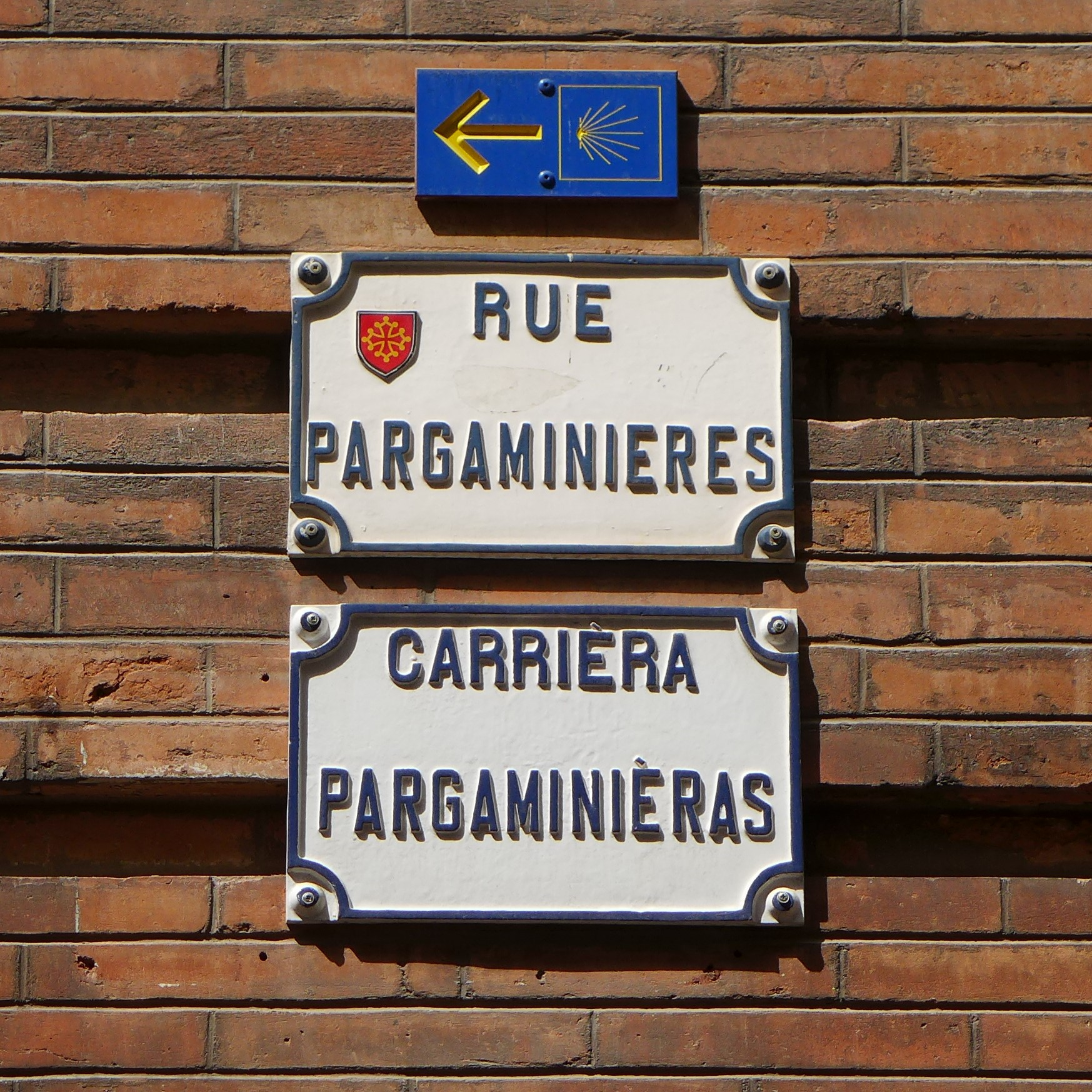
Plaques de rue en français et en occitan.

Les premières mentions du nom de la rue Pargaminières, au XIIIe siècle, utilisent des formes diverses en latin médiéval – carraria de pargamineriis, carraria pargamineriarum – et en occitan médiéval – carrièra de pargaminieras, carrièra pargamenieras –, mais qui rejoignent toutes la même étymologie : ce nom lui vient des parcheminiers (pargaminièrs en occitan) qui l'habitaient au Moyen Âge. Ces artisans produisaient et vendaient le parchemin (pargamina en occitan) utilisé pour l’écriture, mais aussi pour la reliure des livres ou la fabrication d’instruments de musique. Ils utilisaient les peaux d'animaux, principalement chevreau, mouton ou veau. La rue Pargaminières se trouvait effectivement à proximité du quartier universitaire, ainsi que des principales institutions monastiques toulousaines. 
Au XVIIIe siècle, on lui trouve parfois le nom de rue des Tierçaires, puisque les religieux du Tiers-Ordre franciscain s'y étaient établis, au XIIIe siècle déjà (emplacement de l'actuel no 52). En 1794, pendant la Révolution française, elle prit – comme les actuels place Saint-Pierre et quai Lucien-Lombard – le nom de Voltaire, en hommage au philosophe des Lumières, mais il ne subsista pas.

## Histoire

### Moyen Âge et période moderne
Au Moyen Âge, l'actuelle rue Pargaminières n'est qu'un chemin qui longe au nord le vieux rempart de la cité romaine, entre le port Bidou (emplacement de l'actuelle place Saint-Pierre), sur la Garonne, et la Porterie, la porte nord de la cité. À partir du XIIe siècle, le développement d'un bourg autour de l'abbaye Saint-Sernin favorise l'urbanisation du quartier. Une rue s'organise entre la petite place de l'Orme-Sec, au carrefour de la rue du même nom (actuelle rue Jean-Antoine-Romiguières) et le port Bidou. 
La rue Pargaminières connaît une activité commerciale importante, particulièrement du côté du port Bidou, qui voit passer les bateaux qui déchargent les marchandises – produits agricoles et de la pêche, matériaux de construction. 
Surtout, la rue Pargaminières se trouve au cœur du « quartier latin » toulousain, à proximité des couvents des dominicains et des franciscains, où s'établit, à partir du XIIIe siècle, l'université. Particulièrement nombreux sont les parcheminiers, qui fournissent l'université en parchemin. 
Les religieux du Tiers-Ordre franciscain, désignés comme les « tierçaires », fondent au XIIIe siècle leur couvent entre la rue Pargaminières (emplacement de l'actuel no 52) et les rues voisines (emplacement des actuels no 9 à 23 rue Antoine-Deville et no 4 rue de la Bastide). Le couvent comprend une église, un enclos et une chapelle. L'entrée, dans la rue Pargaminières, fait face au couvent des dominicains. 
En 1589, la rue Pargaminières est témoin de la mort de Jean-Étienne Duranti : réfugié dans le couvent des dominicains, mais sorti par une porte pour faire face à ses détracteurs, il est finalement pris à partie par la foule des Ligueurs et assassiné, victime d'un coup d'arquebuse. 

### Époque contemporaine
La Révolution française apporte des bouleversements. En 1790, les ordres religieux sont supprimés et leurs propriétés deviennent biens nationaux. Le couvent des Jacobins et le couvent des Tierçaires passent entre les mains de l'administration militaire. En décembre 1791, le couvent des Tierçaires est utilisé durant quelques mois comme caserne du 1er bataillon de volontaires de la Haute-Garonne. En juillet 1792, il est utilisé comme hôpital militaire pour l'armée des Pyrénées : on y place particulièrement les « galeux » et les « vénériens ». Mais, à partir de l'année suivante, la création d'un nouvel hôpital dans l'ancien couvent des Dames du Sac, religieuses de la compagnie des Filles de Notre Dame (ancien hôpital Larrey, actuel conservatoire à rayonnement régional, no 17 rue Alexis-Larrey) provoque son abandon progressif. En 1796, les bâtiments du couvent des Tierçaires, considérés comme inutiles à l'armée ou à l'administration communale et départementale, sont vendus et démolis.
La Croix-Rouge espagnole a établi son siège dans cet immeuble pendant quelques années au XXe siècle.
Les travaux de piétonnisation sont entrepris par l'équipe de l'architecte catalan Joan Busquets en 2013 et achevés en juin 2015. Des arbres sont plantés et des bornes, installées en juillet 2015, permettent de contrôler le trafic automobile dans la rue et donnent un nouvel élan au développement du commerce,.

## Patrimoine et lieux d'intérêt

### Hôtels particuliers
- no  66 : hôtel de Cambolas.
Un hôtel particulier est élevé entre la rue Pargaminières et la rue Antoine-Deville (actuel no 7) dans la deuxième moitié du XVIIe siècle pour Jean de Cambolas, conseiller au parlement. Cependant, les deux corps de bâtiment sur la rue Pargaminières ne sont élevés que dans la première moitié du XIXe siècle pour Bertrand Lagaillarde, également propriétaire de la maison voisine (actuel no 68), dans un style néo-classique alors en vogue à Toulouse. 
Un premier corps de bâtiment à gauche développe sa longue façade sur sept travées. Aux étages, les fenêtres sont rectangulaires et mises en valeur par un chambranle mouluré. Elles sont dotées de garde-corps en fonte : ceux du 1er étage multiplient les motifs géométriques, de grecques et de mufles de lion. Elles sont également surmontées de corniches, soutenues au 1er étage par des consoles en terre cuite ornées de motifs végétaux. Des cordons en creux courent au niveau des appuis des garde-corps. L'élévation est couronnée par une corniche à modillons, également ornés de motifs végétaux. 
Un deuxième corps de bâtiment à droite, long de quatre travées, correspond à la porte cochère. Celle-ci est prise dans un arc en plein cintre, percé au tympan par une petite fenêtre. La porte est mise en valeur par les dosserets à bossage qui l'encadrent et supportent un entablement décoré de triglyphes, surmonté d'une large corniche moulurée. De chaque côté de la porte, une travée percée de simples fenêtres rectangulaires éclaire les logements. Celle de l'entresol à gauche a conservé un garde-corps en fonte. Une terrasse enfin, aménagée au-dessus de la porte, est protégée par un garde-corps en fonte[12].

### Immeubles
- no  3 : immeuble. 
L'immeuble est construit dans la première moitié du XIXe siècle. L'édifice se compose de plusieurs corps de bâtiment, entre la rue Pargaminières et la place Saint-Pierre (actuel no 6). L'élévation sur la rue Pargaminières est d'une grande simplicité. Elle compte cinq travées et s'élève sur deux étages. Aux étages, les fenêtres sont rectangulaires et celles du 1er étage ont des garde-corps aux motifs géométriques. L'élévation est surmontée d'une corniche moulurée[13].

- no  11 : immeuble. 
L'immeuble, construit dans la première moitié du XIXe siècle, est de style néo-classique toulousain. La façade se développe sur trois travées et cinq niveaux (entresol, rez-de-chaussée et trois étages). La brique utilisée en bossage lui donne un léger relief. Au 1er étage, les hautes fenêtres ont des garde-corps en fer forgé et sont encadrées de fins pilastres aux chapiteaux ioniques qui soutiennent des entablements ornés de frises de palmettes en terre cuite et surmontés par de larges corniches moulurées. Au 2e étage, les fenêtres ont des appuis en pierre soutenus par des consoles. L'élévation est couronnée par une large corniche à denticules[14].

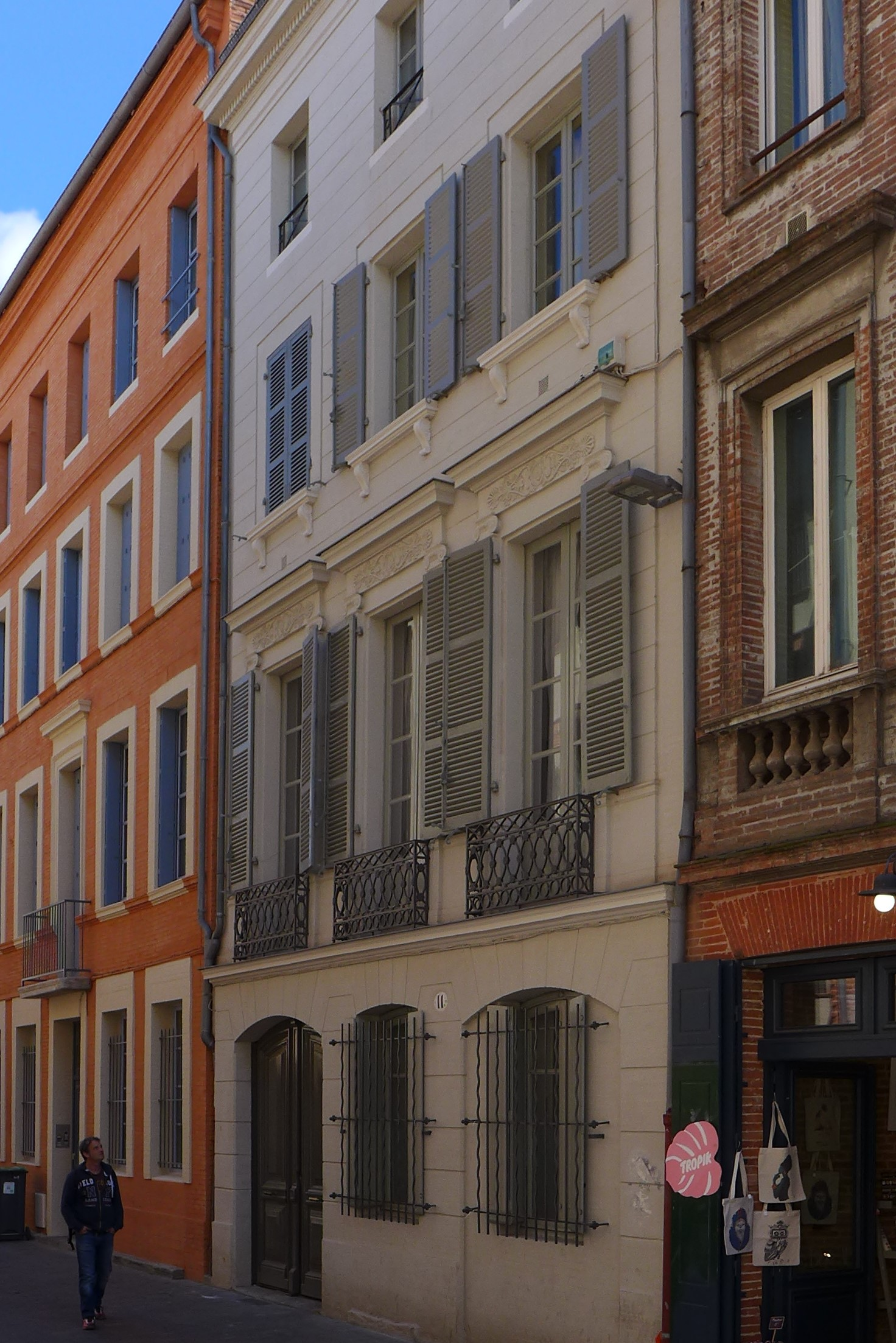
no 11 : façade de l'immeuble.
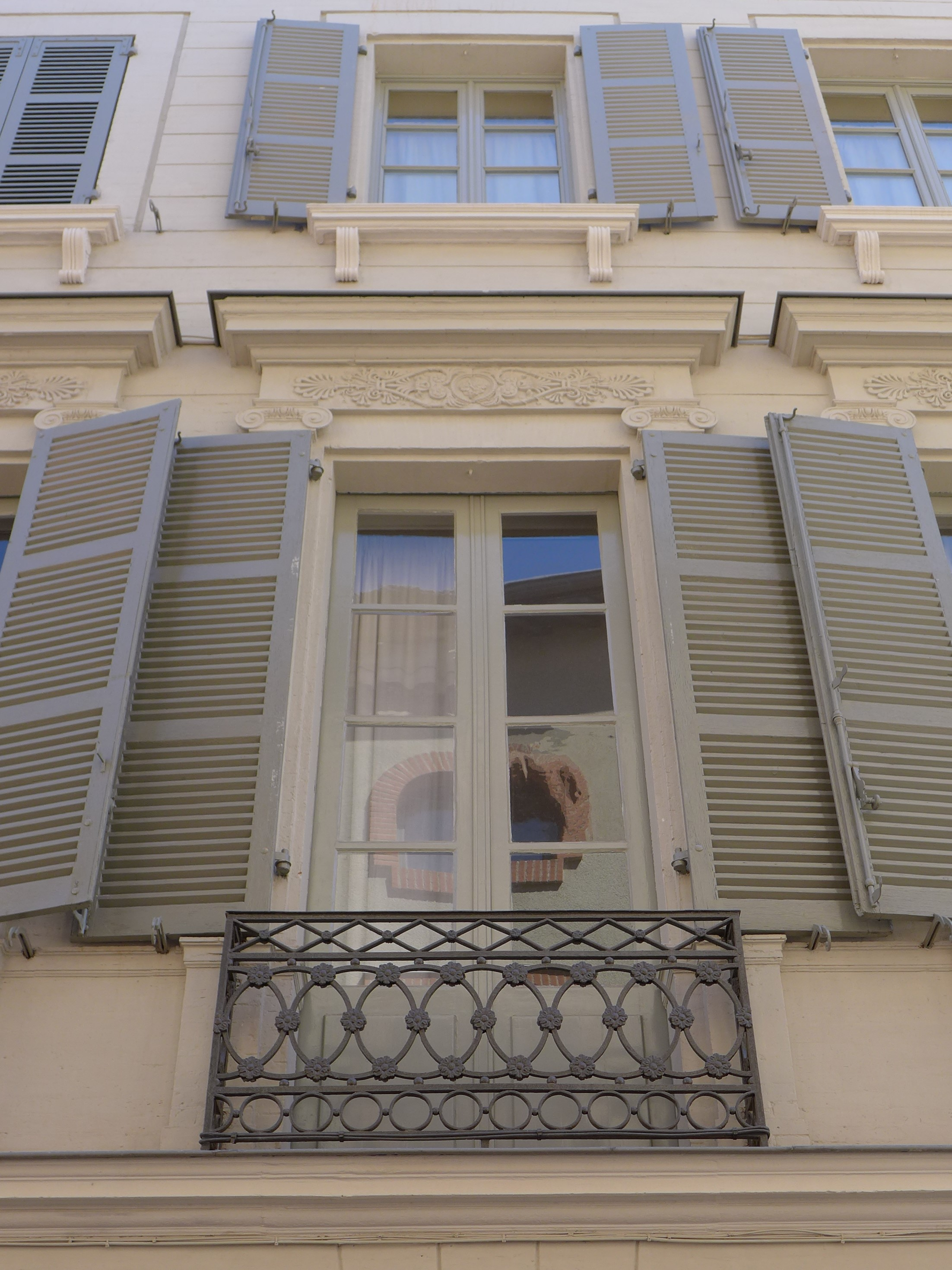
no 11 : détail des fenêtres.

- no  15 : immeuble. 
L'immeuble, construit au XVIIIe siècle, est de style classique. La façade symétrique se développe sur cinq travées et deux étages décroissants, séparés par des cordons en brique. Au rez-de-chaussée, la porte cochère est mise en valeur par un encadrement mouluré et elle est surmontée d'une agrafe et d'une corniche. Elle est encadrée par deux arcades de boutiques en anse de panier. Aux étages, les fenêtres sont dotées d'appuis en pierre et possèdent des chambranles à crossettes qui descendent jusqu'au niveau inférieur. La fenêtre centrale du 1er étage a un garde-corps en fer forgé qui contient le monogramme « A V R »[15].

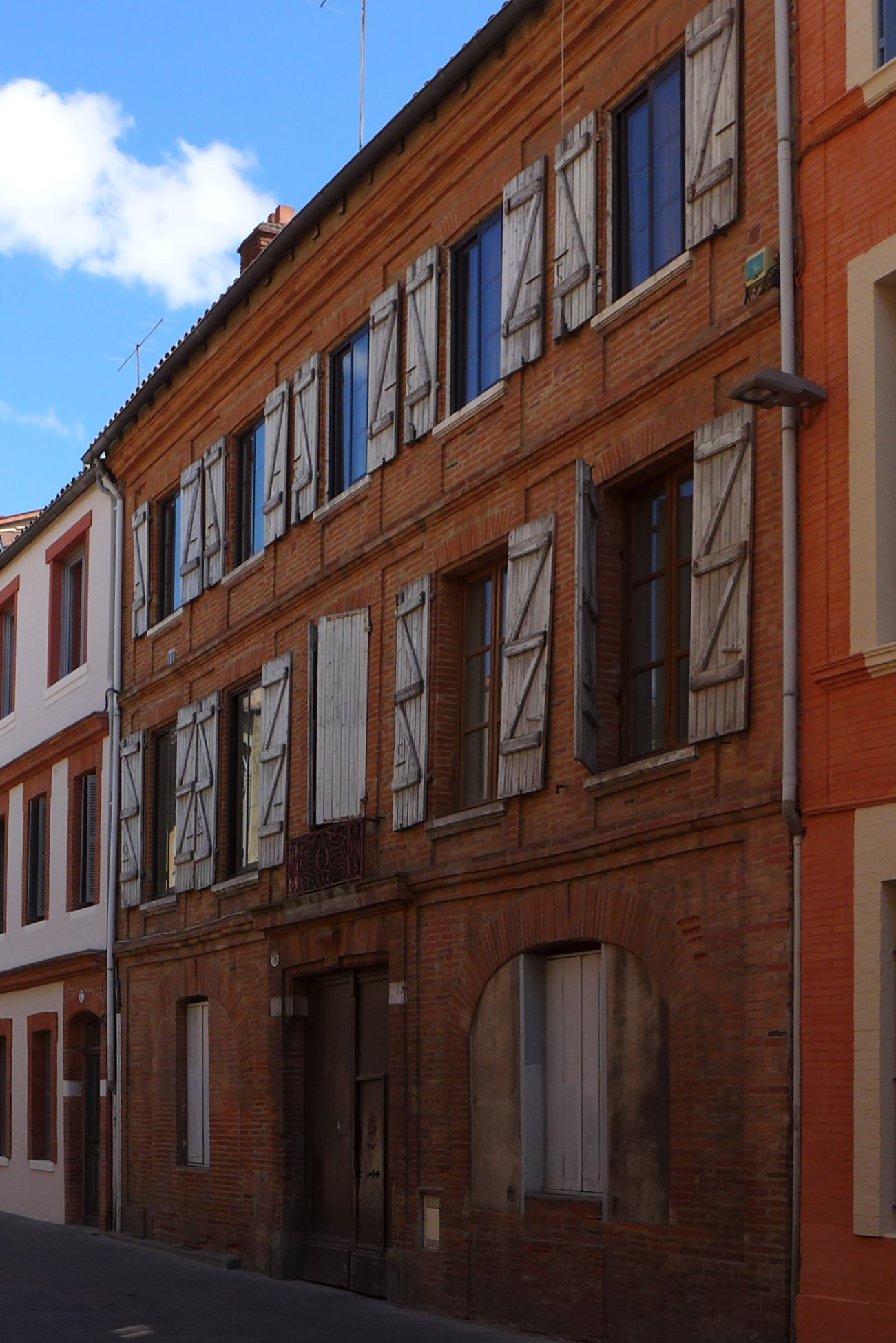
no 15 : façade de l'immeuble.
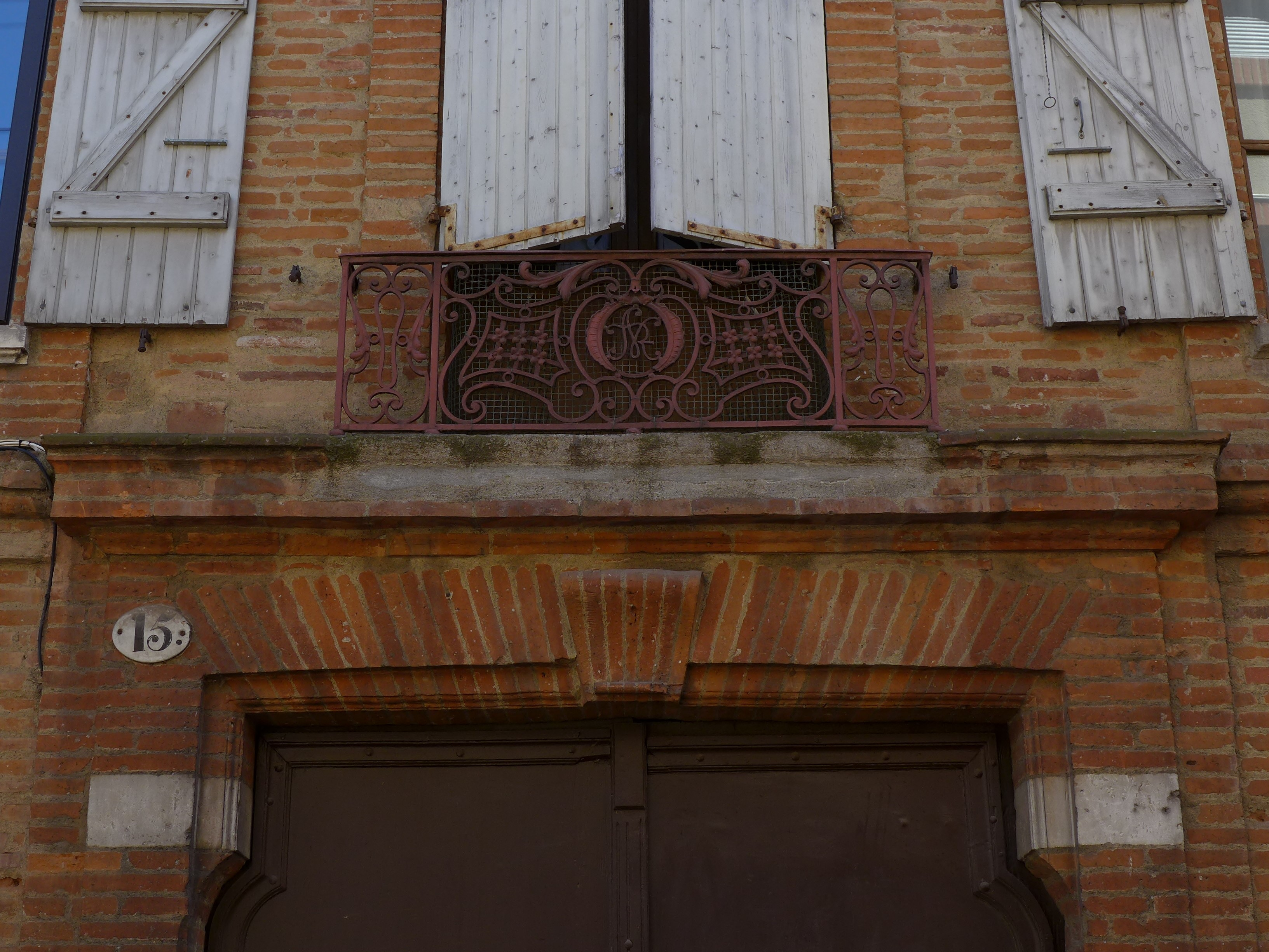
no 15 : détail du garde-corps de la fenêtre centrale.

- no  25 : immeuble. 
L'immeuble est construit dans la dernière décennie du XVIIIe siècle, à l'emplacement d'un terrain qui appartenait au couvent des religieuses du Sac, probablement par un certain Étienne Castillon, « acquéreur national ». Sa façade sur la rue est de style classique. La façade symétrique se développe sur cinq travées et deux étages décroissants, séparés par des cordons en brique. Aux étages, les fenêtres centrales ont des garde-corps en fer forgé[16].

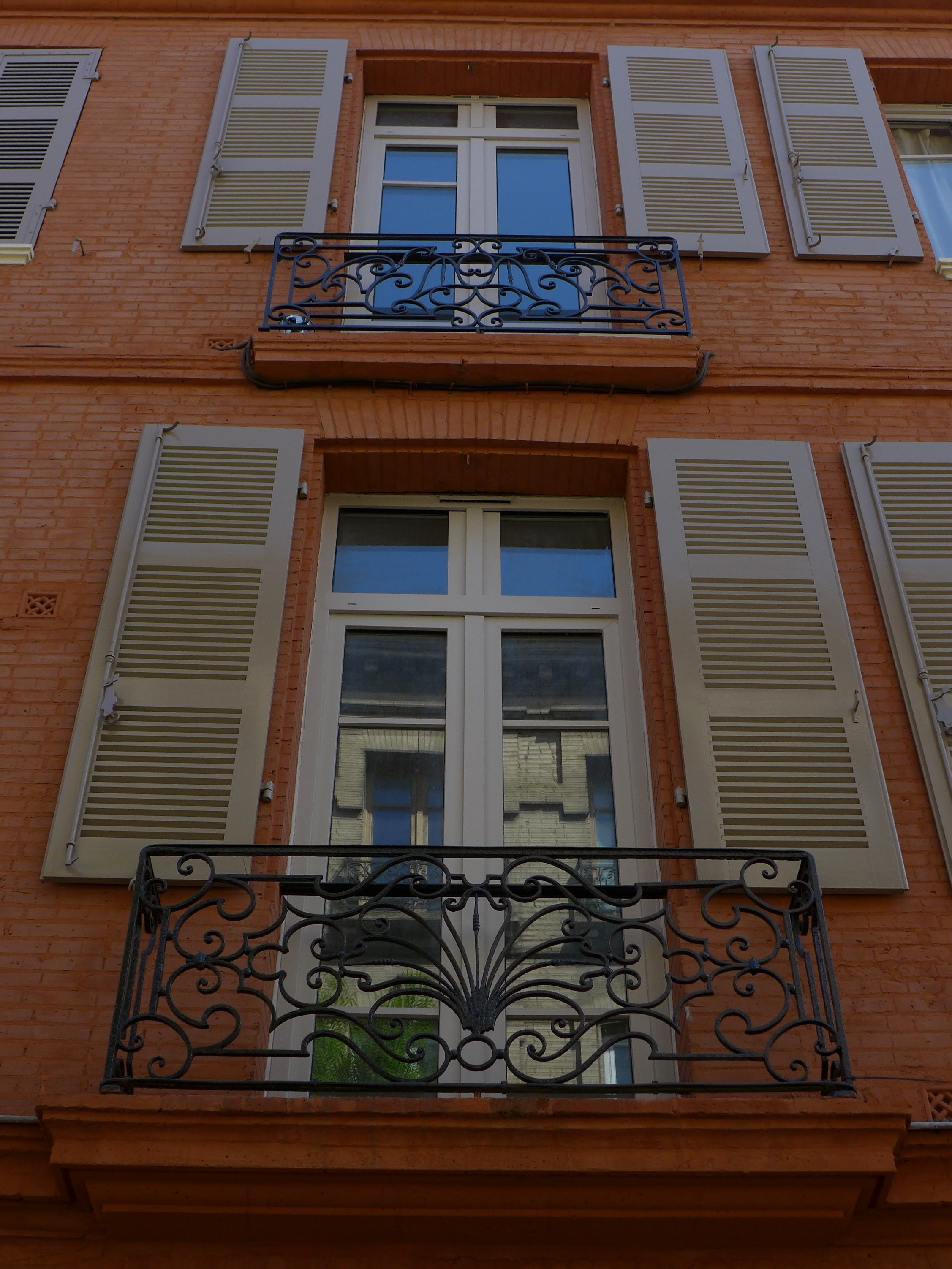
no 25 : détail des fenêtres.

- no  34 : Îlot Valade. 
La parcelle est occupée entre 1662 et 1686 par la congrégation des Filles de l'Enfance, puis par les Jésuites, qui y établissent leur séminaire. Après l'expulsion de ces derniers en 1762, l'archevêque Étienne-Charles de Loménie de Brienne fait construire entre 1763 et 1784 le séminaire de Saint-Sulpice. Les bâtiments sont ensuite affectés aux services municipaux. Une entrée est aménagée sur la rue Pargaminières. Le bâtiment de gauche, construit au XIXe siècle, accueillait les Pompes funèbres[17].

- no  40 : immeuble. 
L'immeuble est construit au XVIIIe siècle à l'emplacement d'une parcelle qui avait appartenu à la congrégation des Filles de l'Enfance, supprimée en 1686, puis aux Jésuites. La façade se développe sur cinq travées et s'élève sur deux étages et un niveau de comble. Au rez-de-chaussée, l'étroite porte piétonne est décentrée et encadrée par deux ouvertures de boutique. Celle de gauche, en plein cintre, est décorée d'un mascaron en pierre. Celle de gauche est rectangulaire et possède un poitrail en bois. Le 2e étage, ajouté au XIXe siècle, est en retrait et séparé de la rue par une galerie qui fait loggia[18].

- no  48 : immeuble. 
L'immeuble est élevé sur une parcelle très étroite au XVIIIe siècle, dans le style classique. Sa façade se développe sur deux travées et s'élève sur quatre niveaux, séparés par de larges corniches saillantes. Au 1er étage, les fenêtres rectangulaires sont dotées de garde-corps en fer forgé aux motifs géométriques. Le 2e étage est une surélévation de l'architecte Auguste Delort, en 1861, pour le compte de M. Antarieu, tandis que le 3e étage est ajouté dans les années 1950[19].

- no  50 : immeuble. 
L'immeuble est élevé dans la deuxième moitié du XVIIIe siècle, dans le style néo-classique. Sa façade se développe sur trois travées et s'élève sur quatre niveaux. Le rez-de-chaussée est mise en valeur par le bossage de brique. La porte piétonne est centrale et rehaussée par un chambranle mouluré, et elle est encadrée de deux ouvertures de boutiques. Les étages, décroissants, sont séparés par de larges corniches moulurées. Une frise enrubannée orne celle qui sépare le 1er et le 2e étage. Le comble à surcroît est percé de petites fenêtres carrées, séparées par des consoles à triglyphes qui soutiennent la corniche qui couronne l'élévation[20].

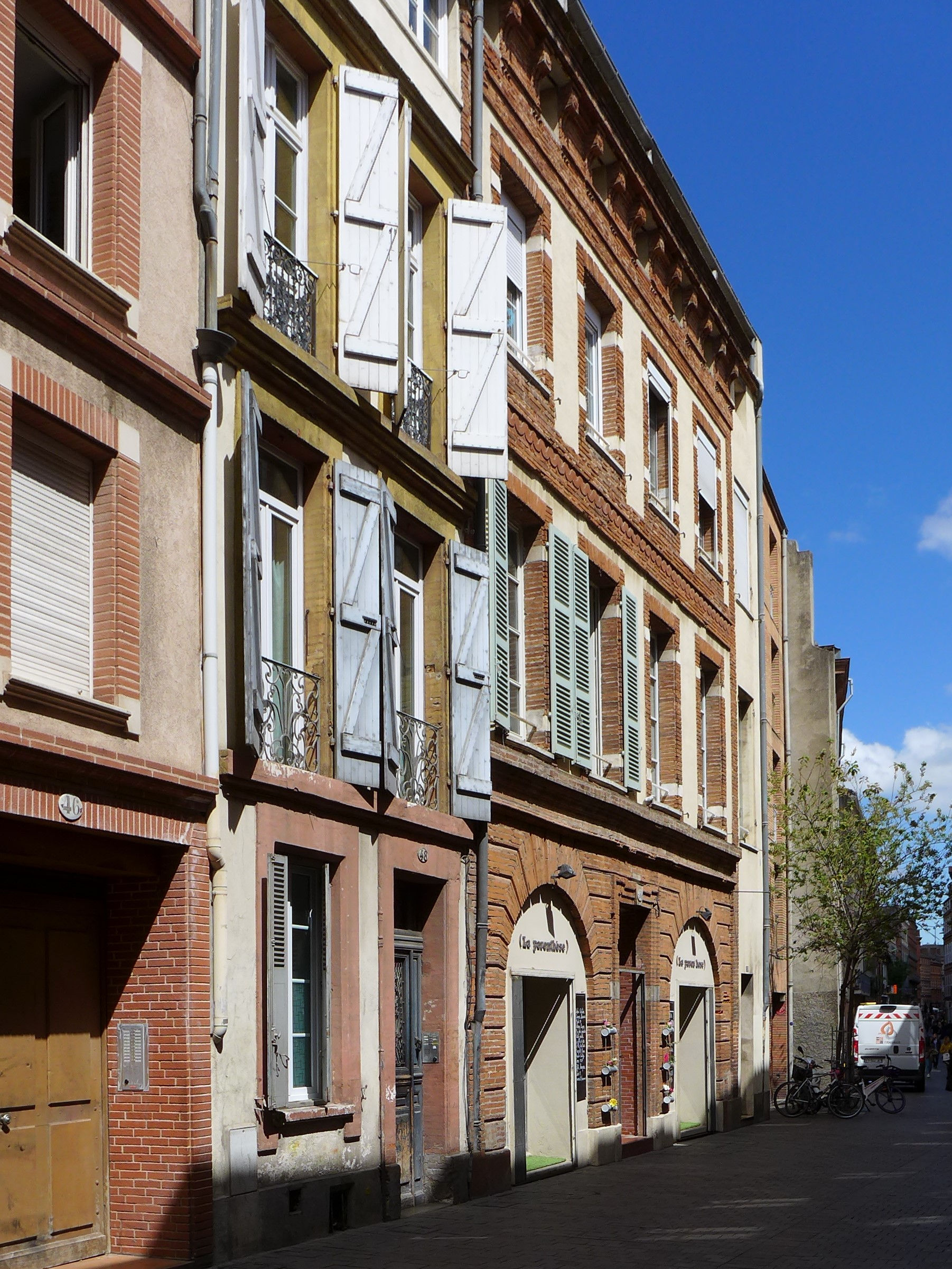
no 48 et 50 : façades des immeubles.
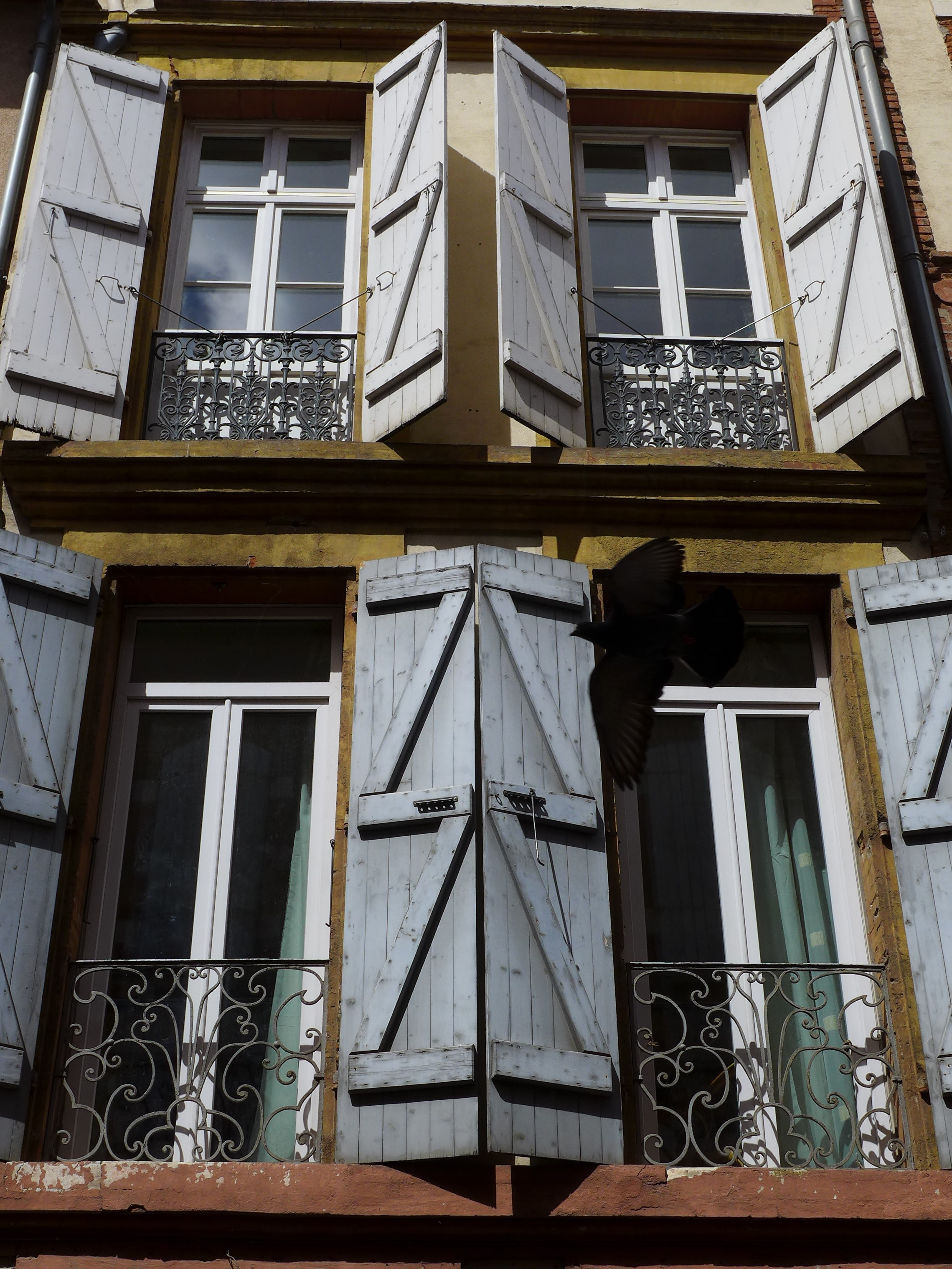
no 48 : détail des fenêtres.
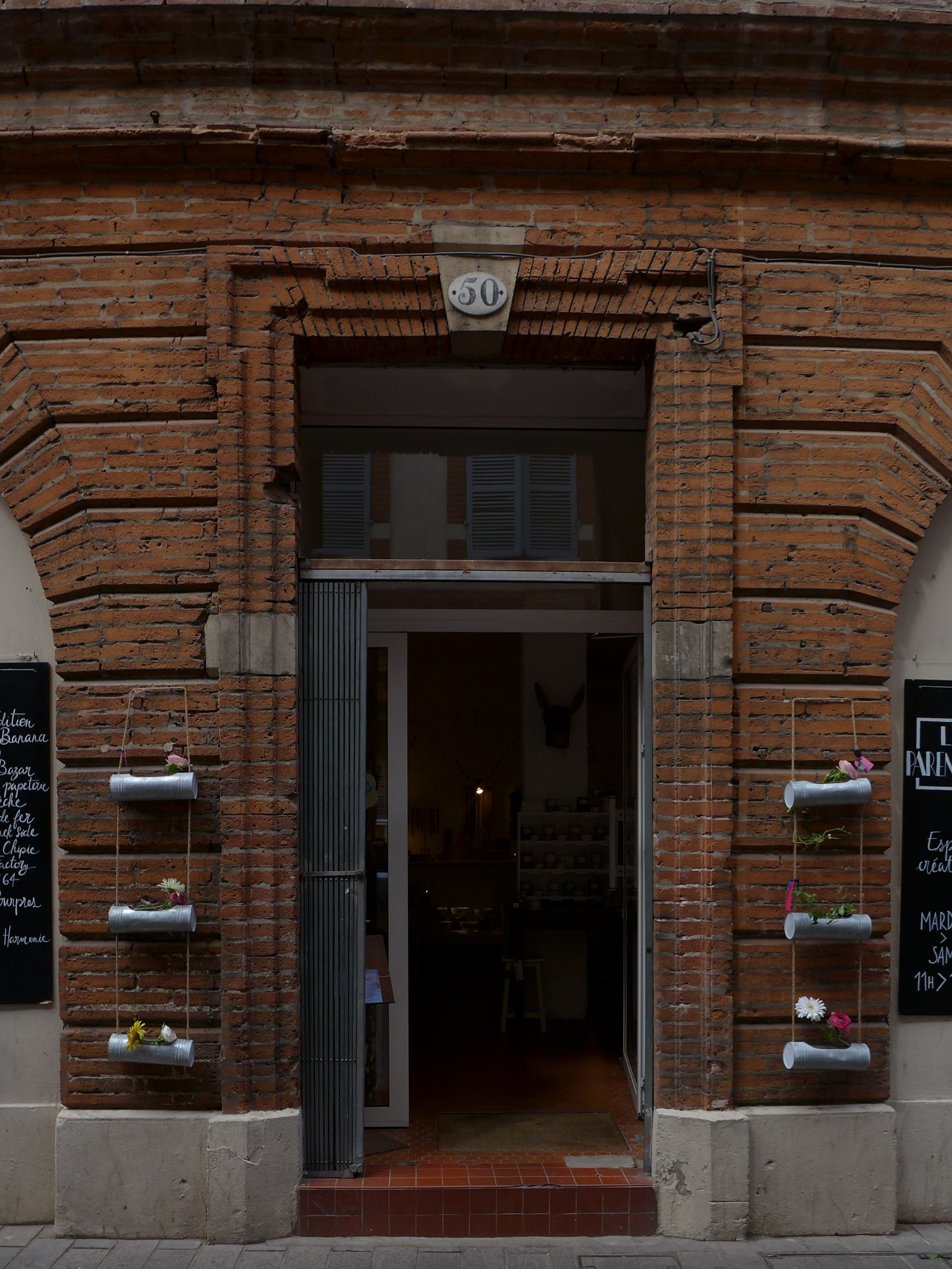
no 50 : détail de la porte.
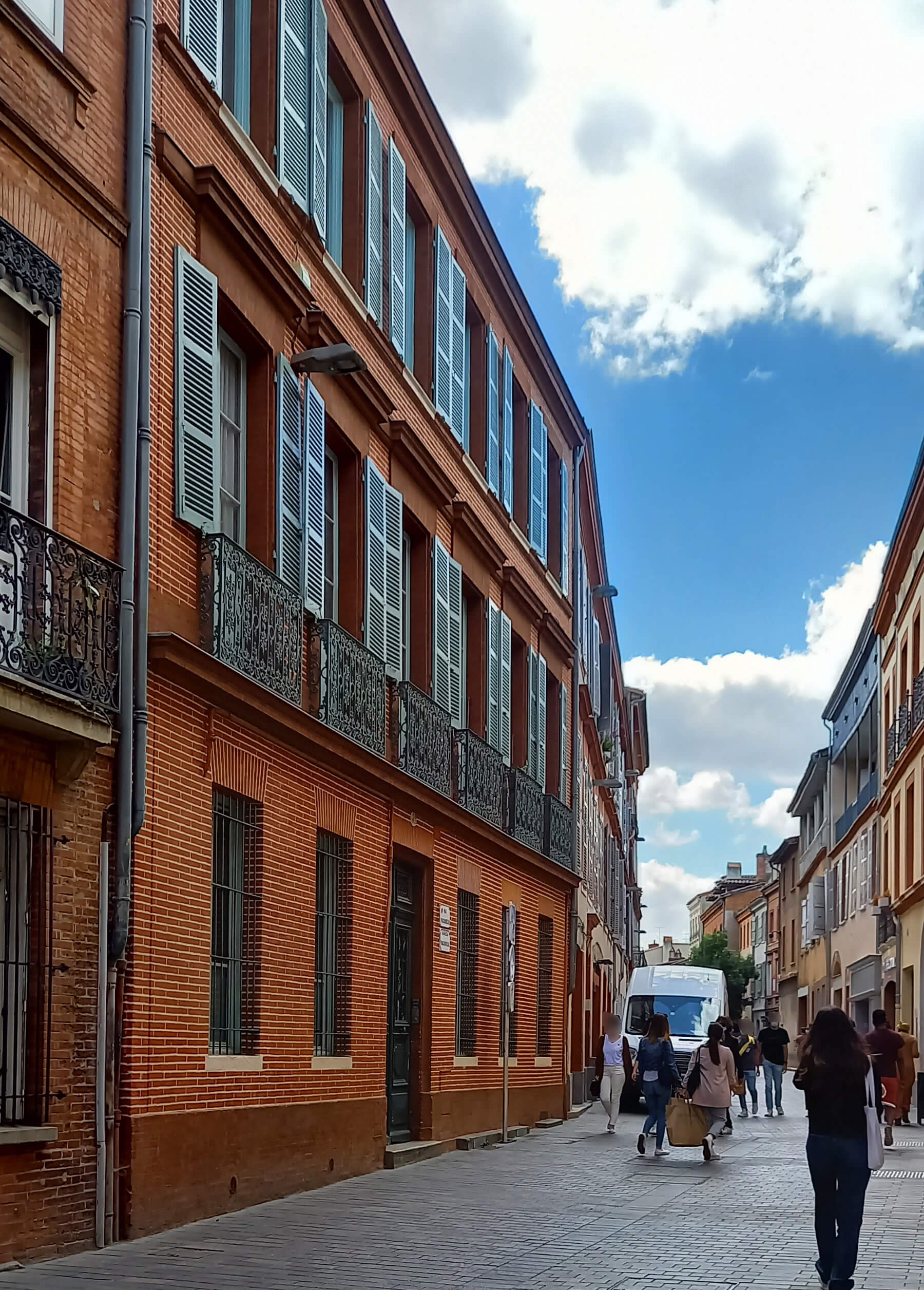
no 51 : façade de l'immeuble.

- no  59 : immeuble. 
L'immeuble est construit dans la deuxième moitié du XVIIIe siècle. Il appartient alors, avec plusieurs immeubles (actuels no 57 à 67), à l'hôpital civil de Toulouse. Sa large façade classique est symétrique. Elle se développe sur cinq travées et s'élève sur trois niveaux, séparés par des cordons de brique. Au rez-de-chaussée, la porte est surmontée d'une pierre sculptée en pointe de diamant et d'une large corniche, au niveau de laquelle court le cordon qui sépare le rez-de-chaussée du 1er étage. Aux 1er et 2e étages, les fenêtres possèdent des appuis en pierre. Elles sont segmentaires et surmontées de corniches reliées entre elles par les cordons qui séparent les différents niveaux. La toiture forme un avant-toit[21].

- no  69 : entrée du couvent des Jacobins (deuxième moitié du XXe siècle)[22].

- no  71-77 : immeubles. 
Au début des années 1780, les sieurs Sévenes et Bibens de Lévignac réalisent une vaste opération immobilière à l'angle des rues Pargaminières (actuels no 71 à 77) et Lakanal (actuels no 9 à 17). Le long de cette première rue, les quatre immeubles composent un ensemble qui s'élève sur deux étages et long de quatorze travées, encadré à chaque extrémité par des pilastres colossaux de style dorique. Au rez-de-chaussée, les ouvertures de boutiques rectangulaires sont alternativement larges et étroites. Quatre d'entre elles abritent les portes piétonnes et sont surmontées d'impostes en fonte aux motifs géométriques variés. Une corniche moulurée sépare ce niveau des étages supérieurs. Aux 1er et 2e étages, les fenêtres rectangulaires ont un appui en pierre. Elles sont séparées entre les deux niveaux par un motif de table. Celles du 1er étage ont des garde-corps en fer forgé. Une large corniche moulurée couronne l'élévation[23],[24],[25],[26].

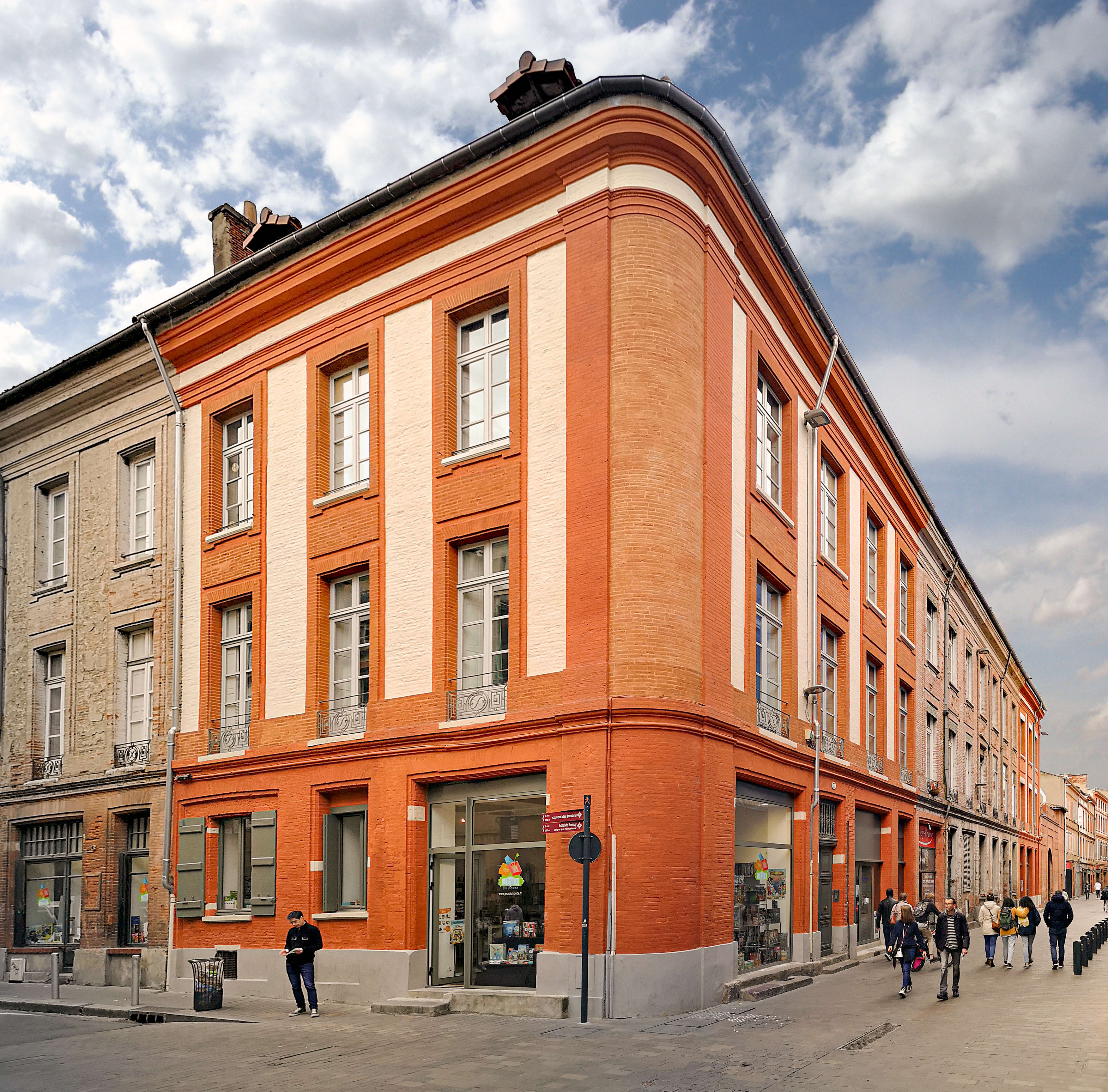
no 77 : façades des immeubles Sévenes et Bibens de Lévignac.
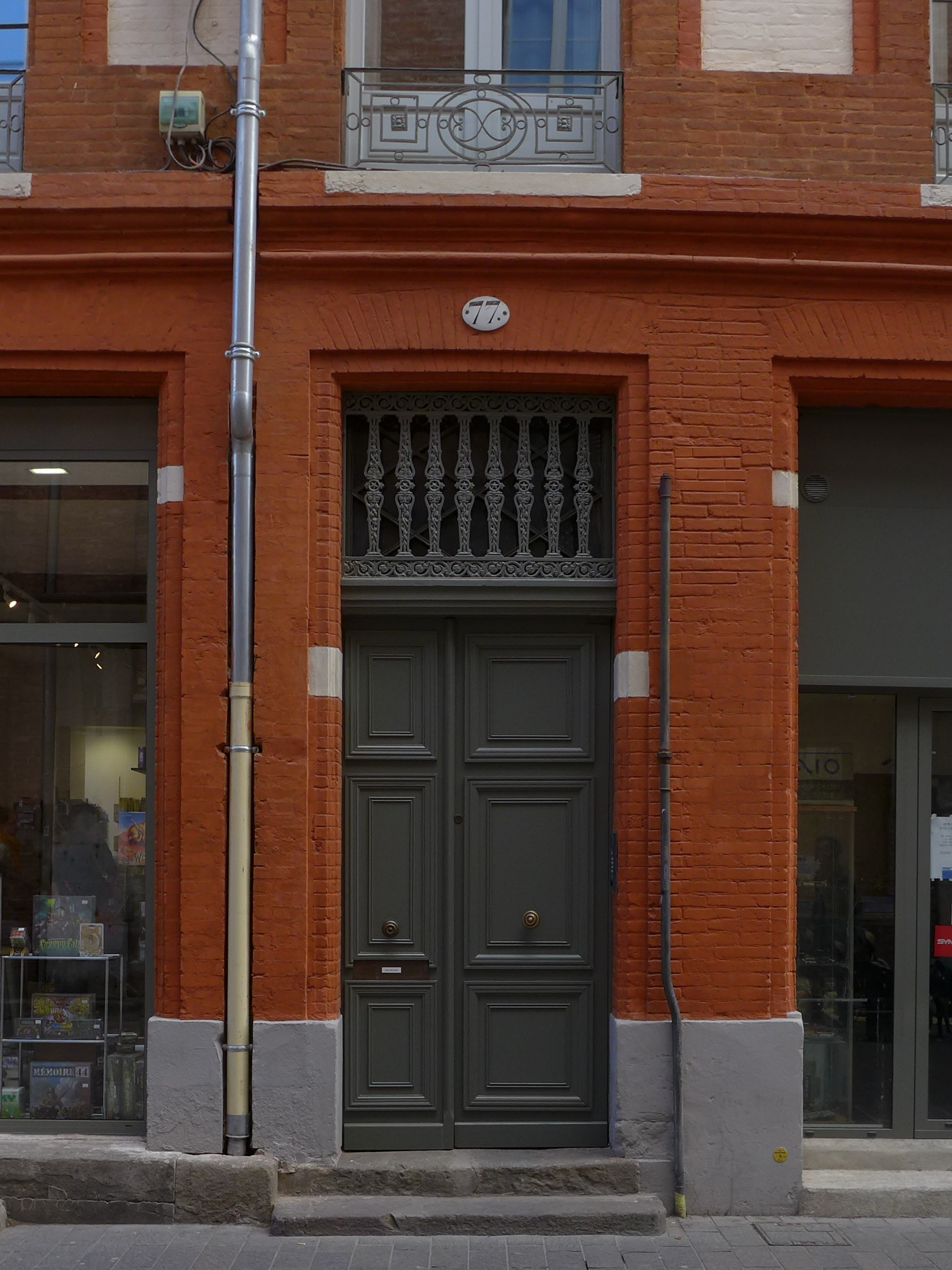
no 77 : détail d'une porte et de l'imposte.

- no  83 : immeuble. 
L'immeuble est construit dans la deuxième moitié du XIXe siècle. L'édifice, de style classique, n'est large que de deux étroites travées et s'élève sur trois étages décroissants. Au rez-de-chaussée, la porte latérale et rectangulaire est surmontée d'une imposte en fer forgé. Un cordon mouluré sépare ce niveau des étages supérieurs. Aux deux premiers étages, les fenêtres sont rectangulaires et dotées de garde-corps en fer forgé aux motifs géométriques. Celles du 2e étage sont surmontées de larges corniches qui servent d'appui à celles du 3e étage. L'élévation est surmontée d'une large corniche[27].

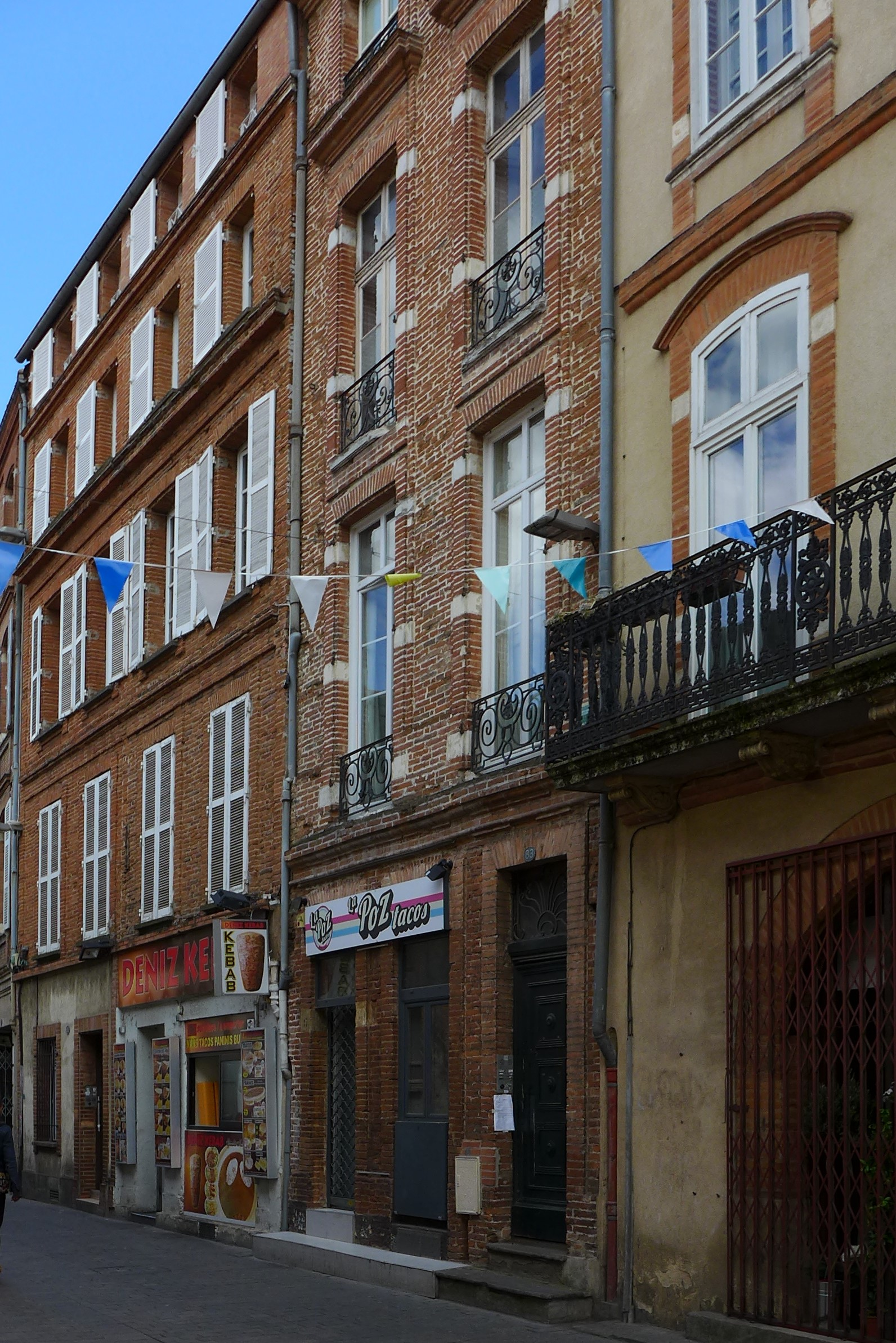
no 83 : façade de l'immeuble.
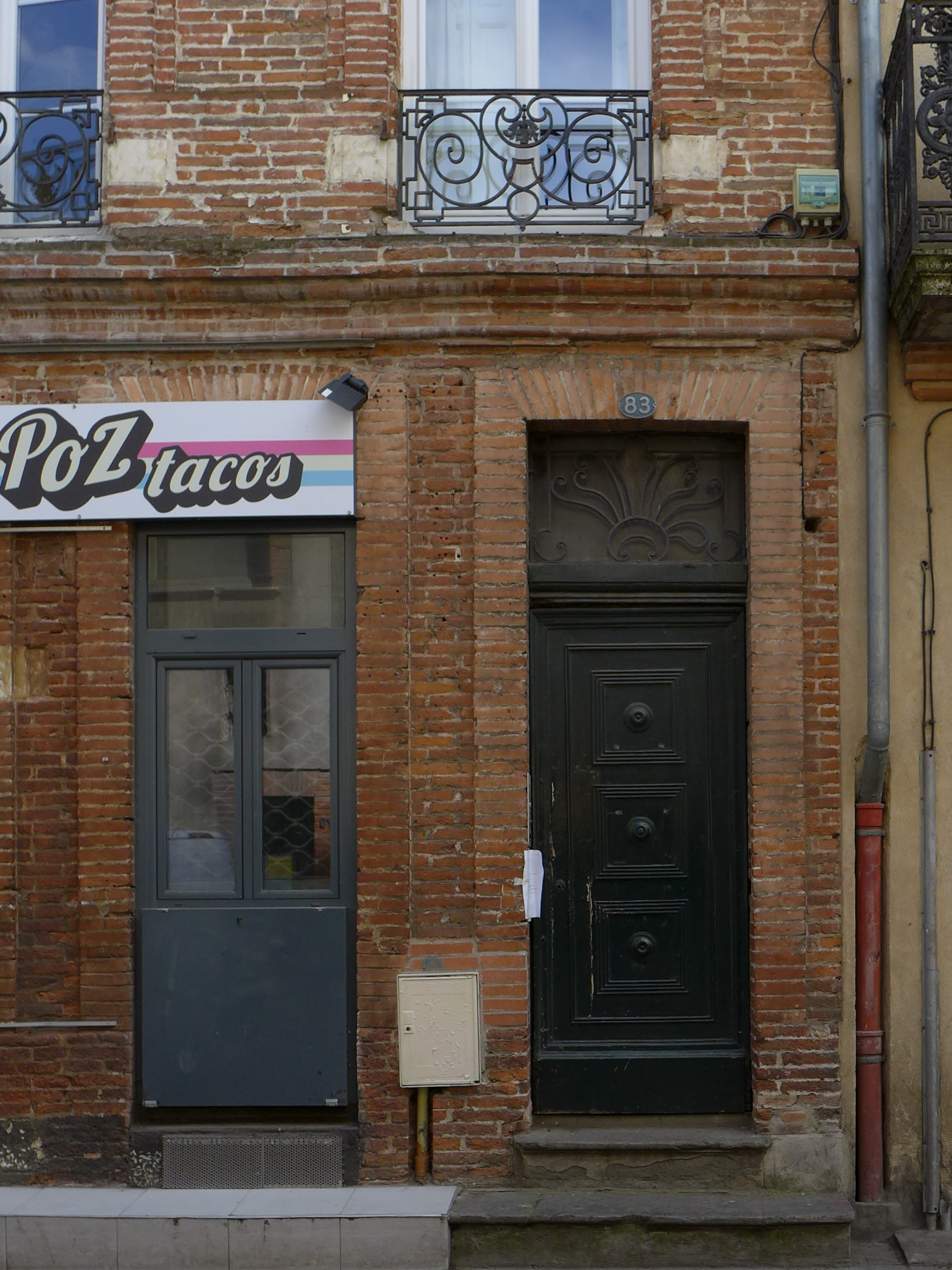
no 83 : détail de la porte et de l'imposte.
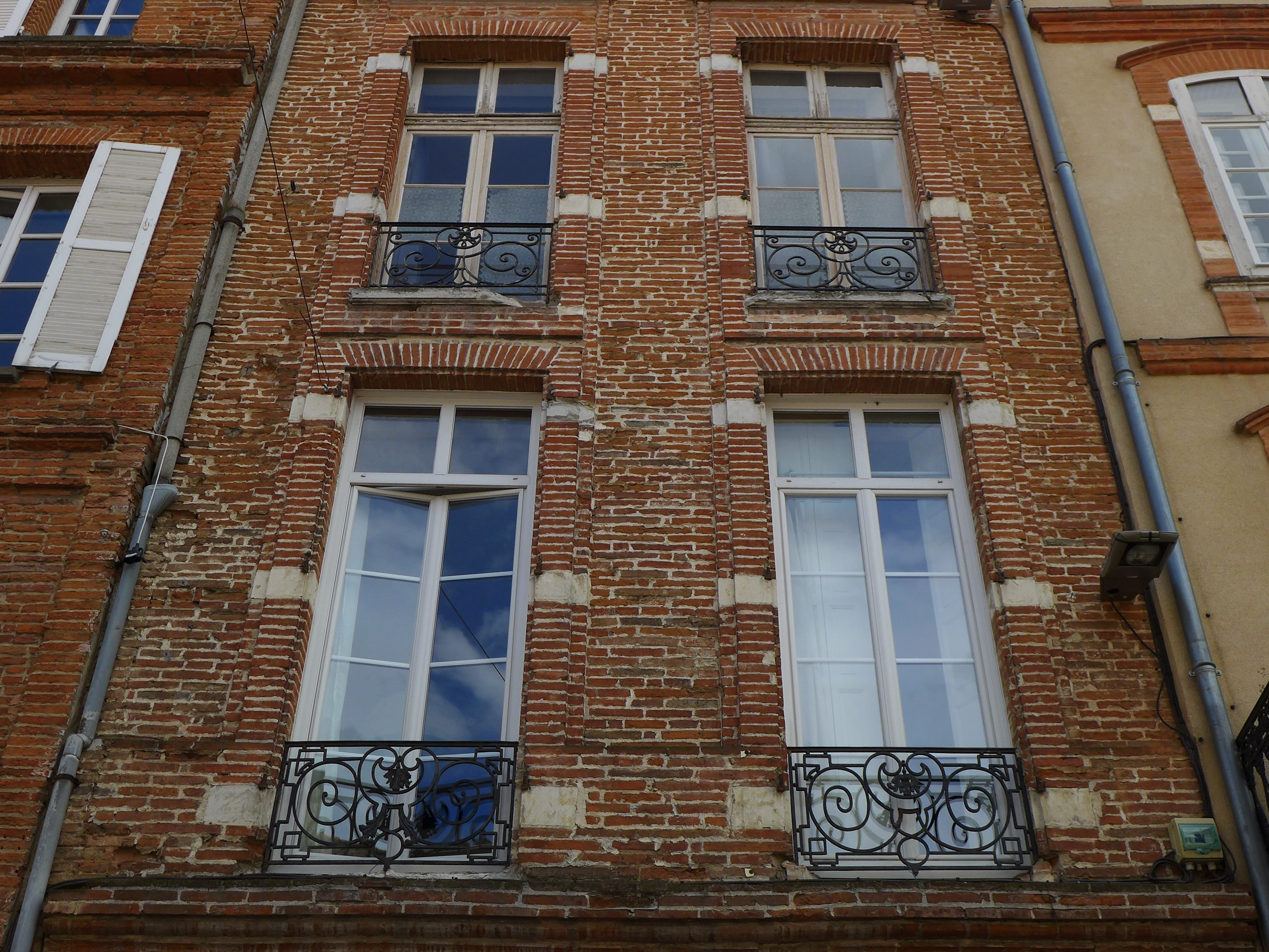
no 83 : détail des fenêtres des étages.

### Vieux Temple
- no  70 : Vieux Temple protestant.

L'édifice est construit, au milieu du XVIIIe siècle, pour accueillir la faculté de théologie de l'université de Toulouse. Il est affecté au culte protestant en 1808, mais il est remanié à la demande des autorités consistoriales en 1887, sur des plans modifiés par l'architecte de la Ville, Gonzague Grinda. Le bâtiment est situé à l'angle des rues Pargaminières et Antoine-Deville. La façade principale, à l'angle de ces rues, comporte trois travées à pans coupés, séparées par des pilastres colossaux à bossages et couronnées par un fronton triangulaire et une balustrade. Sur la rue Pargaminières, la façade s'élève sur deux niveaux et se développe sur cinq travées, percées de fenêtres segmentaires.

## Personnalité
- Maria Lozano Monbiola (1914-2000) : anarchiste espagnole, née à Saragosse, résistante, elle a vécu dans l'immeuble du no 3. Elle a donné son nom au Centre de recherche pour l'alternative sociale qui valorise un fonds d'archives d'histoire sociale[29].